# 松島村 (長崎県)
松島村（まつしまむら）は、長崎県の西彼杵半島西方海上に浮かぶ松島にかつて存在した西彼杵郡の村。1955年（昭和30年）に西彼杵半島の西部に位置する瀬戸町、多以良村および雪浦村と合併し、大瀬戸町となった。
現在の西海市大瀬戸町の西部、松島地区にあたる。

## 地理
西彼杵半島西方の角力灘（五島灘）に浮かぶ松島を主な村域とする。
- 島嶼：瓶ノ島（ビン島）、五郎ヶ島
- 山：遠見山、葉山、嶽山
- 溜池：夫婦堤
- 港湾：松島港

## 沿革
- 1889年（明治22年）4月1日 - 町村制施行により、西彼杵郡松島村が単独村制にて発足。
- 1955年（昭和30年）2月11日 - 西彼杵郡瀬戸町、多以良村、雪浦村と合併して大瀬戸町が発足し、松島村は自治体として消滅。

## 地名
郷を行政区域とする。松島村は1889年の町村制施行時に単独で自治体として発足したため、大字は無し。
- 内郷（うち）
- 外郷（そと）

## 産業
農業や漁業のほか、江戸期に村域内で石炭が発見されて以来は採炭事業も盛んに行われる。地内には松島炭鉱をはじめとした炭鉱関連企業が存在する。